# Вольфганг Попп
Вольфганг Попп (нім. Wolfgang Popp; нар. 19 травня 1959) — колишній німецький тенісист.
Найвищу одиночну позицію світового рейтингу — 81 місце досяг 13 травня 1985, парну — 76 місце — 25 травня 1987 року.
Здобув 1 парний титул.
Найвищим досягненням на турнірах Великого шолома було 2 коло в парному розряді.

## Фінали за кар'єру

### Парний розряд (1–3)
| Результат | В-П | Дата     | Турнір                      | Покриття | Партнер        | Суперники                   | Рахунок  |
| --------- | --- | -------- | --------------------------- | -------- | -------------- | --------------------------- | -------- |
| Поразка   | 0–1 | Лис 1979 | Бомбей, Індія               | Ґрунт    | Томас Фюрст    | Кріс Ділейні Джеймс Ділейні | 6–7, 2–6 |
| Поразка   | 0–2 | Лип 1982 | Штутгарт, Західна Німеччина | Ґрунт    | Андреас Маурер | Марк Едмондсон Браян Тічер  | 3–6, 1–6 |
| Перемога  | 1–2 | Тра 1987 | Флоренція, Італія           | Ґрунт    | Удо Ріглевскі  | Паоло Кане Джанні Оклеппо   | 6–4, 6–3 |
| Поразка   | 1–3 | Жов 1987 | Тель-Авів, Ізраїль          | Тверде   | Гюб ван Букел  | Гілад Блюм Шахар Перкісс    | 2–6, 4–6 |